# Geokichla crossleyi
Geokichla crossleyi е вид птица от семейство Turdidae. Видът е почти застрашен от изчезване.

## Разпространение
Видът е разпространен в Камерун, Демократична република Конго, Република Конго и Нигерия.